# الميدان (فلم)
الميدان (بالإنجليزية: The Square) هو فيلم وثائقي مصري-أمريكي للمخرجة جيهان نجيم، والذي يصور ثورة 25 يناير المستمرة من جذورها في ميدان التحرير. تلقى الفيلم إشادة عالمية من النقاد، وترشح لجائزة الأوسكار لأفضل فيلم وثائقي في حفل توزيع جوائز الأوسكار السادس والثمانون.

## بطولة
- خالد عبد الله
- دينا عبد الله
- مجدى عاشور
- شريف برعي
- عايدة الكاشف
- رامى عصام
- أحمد حسن
- بثينة كامل
- خالد ناجي
- راجية عمران
- سلمى سعيد
- أحمد صالح
- علاء سيف
- بيار سيور
- رامي شعث

## الإصدار
الميدان عرض لأول مرة في 18 يناير، 2013 في مهرجان صاندانس السينمائي، حيث ربح هناك جائزة الجمهور في السينما العالمية ضمن فئة الوثائقي. نظراً لاستمرار الثورة في مصر، كان على جيهان تحديث نهاية الفيلم خلال صيف 2013. الفيلم أيضاً سمي الفائز بجائزة اختيار الجمهور في فئة الوثائقي في مهرجان تورونتو السينمائي الدولي 2013. الفيلم مقدم باللهجة المصرية ومترجم للإنكليزية.
عرض الفيلم على نتفليكس وصالات سينما حصرية عبر الولايات المتحدة في 17 يناير، 2014.

## الاستقبال النقدي
تلقى الميدان إشادة عالمية من النقاد، حالياً حاصل على نسبة 100% مراجعات إيجابية على موقع الطماطم الفاسدة. على ميتاكريتيك، الفيلم حاصل تقييم 100/84.

## روابط خارجية
- الموقع الرسمي
- مقالات تستعمل روابط فنية بلا صلة مع ويكي بيانات

لا توجد روابط لمواقع التواصل الاجتماعي.